# 尋烏県
尋烏県（じんう-けん）は中華人民共和国江西省贛州市に位置する県。

## 行政区画
- 鎮:長寧鎮、晨光鎮、留車鎮、南橋鎮、吉潭鎮、澄江鎮、桂竹帽鎮
- 郷:文峰郷、三標郷、菖蒲郷、竜廷郷、丹渓郷、項山郷、水源郷、羅珊郷

## 交通

### 道路
- 高速道路
  - 済広高速道路
  - S80 尋信高速道路
- 国道
  - G206国道